# David William Smith
David William Smith (Gloucestershire/Stonehouse, 1926. november 10. – 2010. december 2.) angol nemzetközi labdarúgó-játékvezető.

## Pályafutása

### Nemzeti játékvezetés
1959-ben lett hazája legfelső szintű labdarúgó-bajnokságának játékvezetője. Az aktív nemzeti játékvezetéstől 1974-ben vonult vissza.

#### Nemzeti kupamérkőzések
Vezetett Kupa-döntők száma: 1.

##### FA Kupa
A FA JB szakmai felkészültségének elismeréseként megbízta a döntő találkozó koordinálásával.
| Időpont        | Helyszín                | Mérkőzés típusa | Mérkőzés                | Eredmény | Nézők száma |
| -------------- | ----------------------- | --------------- | ----------------------- | -------- | ----------- |
| 1972. május 6. | Wembley Stadion, London | döntő           | Leeds United FC–Arsenal | 1 : 0    | 100 000     |

### Nemzetközi játékvezetés
Az Angol labdarúgó-szövetség Játékvezető Bizottsága (JB) 1968-ban terjesztette fel nemzetközi játékvezetőnek, a Nemzetközi Labdarúgó-szövetség (FIFA) bíróinak keretébe. Több nemzetek közötti válogatott és klubmérkőzést vezetett vagy partbíróként tevékenykedett. Az angol nemzetközi játékvezetők rangsorában, a világbajnokság-Európa-bajnokság sorrendjében többedmagával a 30. helyet foglalja el 2 találkozó szolgálatával. Az aktív nemzetközi játékvezetéstől 1974-ben búcsúzott.

#### Világbajnokság
A labdarúgó világbajnokság döntőjébe vezető úton Mexikóba a IX., az 1970-es labdarúgó-világbajnokság ra a FIFA JB játékvezetőként foglalkoztatta.
| Időpont           | Helyszín                         | Mérkőzés típusa           | Mérkőzés                 | Eredmény | Nézők száma |
| ----------------- | -------------------------------- | ------------------------- | ------------------------ | -------- | ----------- |
| 1969. november 1. | Parc des Princes Stadion, Párizs | előselejtező (5. csoport) | Franciaország–Svédország | 3 : 0    | 17 916      |

#### Európa-bajnokság
Az európai-labdarúgó torna döntőjéhez vezető úton Belgiumba a IV., az 1972-es labdarúgó-Európa-bajnokságra az UEFA JB játékvezetőként foglalkoztatta.
| Időpont           | Helyszín                     | Mérkőzés típusa | Mérkőzés             | Eredmény | Nézők száma |
| ----------------- | ---------------------------- | --------------- | -------------------- | -------- | ----------- |
| 1972. április 29. | Népstadion Stadion, Budapest | negyeddöntő     | Magyarország–Románia | 1 : 1    | 75 000      |

#### Brit Bajnokság
1882-ben az Egyesült Királyság brit tagállamainak négy szövetség úgy döntött, hogy létrehoznak egy évente megrendezésre kerülő bajnokságot egymás között. Az utolsó bajnoki idényt 1983-ban tartották meg.
| Időpont        | Helyszín                      | Mérkőzés típusa  | Mérkőzés              | Eredmény |
| -------------- | ----------------------------- | ---------------- | --------------------- | -------- |
| 1969. május 6. | Hampden Park Stadion, Glasgow | csoporttalálkozó | Skócia–Észak-Írország | 1 : 1    |